# Hans Oberlander
Hans Oberlander (ur. ?, zm. ?) – niemiecki as myśliwski z czasów I wojny światowej z 6 potwierdzonymi zwycięstwami powietrznymi.
Służył w Jagdstaffel 30 od 15 maja 1917 roku. Do jednostki został skierowany z Jastaschule I z jednym zwycięstwem na koncie w 1916 roku. W Jasta 30 odniósł trzy zwycięstwa powietrzne 1917 roku, kolejne dwa w styczniu i maju 1918 roku. 23 maja został ciężko ranny w czasie walk z pilotami z No. 27 Squadron RAF. Po leczeniu we wrześniu 1918 roku powrócił do jednostki, gdzie służył do końca wojny, jednak nie odniósł kolejnych zwycięstw. 